# Алфред Херман Фрид
Алфред Херман Фрид (на немски: Alfred Hermann Fried) е австрийски пацифист, публицист и журналист от еврейски произход. Съосновател е на германското движение за мир и на списание „Долу оръжията“. Удостоен е, заедно с Тобиас Асер, с Нобелова награда за мир за 1911 г.
Фрид е автор на 70 книги и памфлета, а също и на множество статии. Преводач е на пацифистка литература, но кръгът на интересите му не се ограничава с това. Той е един от основателите на Дружеството за международно разбирателство, член е на Бернското бюро за мир и на Международния институт за мир, секретар е на Дружеството за омиротворяване на Централна Европа.

## Ранни години (1864 – 1891)
Роден е на 11 ноември 1864 година във Виена, тогава в пределите на Австрийската иимперия, в семейството на Самуел Фрид и Берта Енгел. Чичото на Алфред по майчина линия, Мориц Енгел, е издател на списанието „Винер салонблат“.
Фрид ходи на училище до 15-годишна възраст, след което се заема с търговия на книги. По-късно се премества в Берлин и там открива собствено издателство. По това време Фрид проявява интерес към дейността на Берта фон Зутнер, чийто антивоенен роман „Долу оръжието“ си спечелва широка популярност.

## Научна и политическа дейност (1891 – 1918)
През 1891 г. Зутнер основава Австрийското дружество за мир и вдъхновен от нейния пример, на следващата година Фрид основава подобно дружество в Германия. Зутнер се съгласява да редактира списанието, което той издава от 1891 г. и което получава същото название като романа – „Долу оръжието“. Три години по-късно започва да излиза друго списание – „Страж на мира“, което Фрид издава и редактира до последния ден на живота си. Скоро изданието става, по израза на Норман Енджел, „най-действеното в световното пацифистко движение“.
Когато Фрид се присъединява към борбата за мир, на която по-късно посвещава целия си живот, европейските страни се въоръжават активно. Умовете на привържениците на мира все повече са овладявани от идеите за международен арбитраж и разоръжаване. В работата си Фрид поддържа постоянни връзки с пацифистите от цяла Европа, сред които е и полският икономист и финансист Иван Блиох. Като съветник на руския император Николай ІІ Блиох помага императорът да бъде убеден в необходимостта от свикването на Първата мирна конференция в Хага през 1899 г. Това събитие изиграва забележителна роля за развитието на възгледите на Фрид.
Дотогава Фрид счита ограничаването на въоръжаването и разработването на международното право за най-краткия път, водещ до мира. След конференцията той започва да клони към политическия и икономическия интернационализъм, убеден, че мирът може да бъде постигнат само като се разберат причините за войната и анархията, а също и като бъдат разяснени на широките маси. Промяната на тактиката за постигането на мир принуждава Фрид да напусне Немското дружество за мир след завръщането си от Виена през 1903 г.
Намирайки се под впечатлението от събитията в Хага, Фрид е силно огорчен от негативното отношение на обществото към пацифизма. Той критикува не един път „жреците на еснафщината – вестникарските водачи, които намират удоволствие в издевателствата и насмешките по повод на конференцията“. Фрид съжалява също за недостатъчното според него разясняване на въпросите, свързани с международната политика, в пресата.
Продължавайки своята интернационална дейност, през 1905 г. Фрид започва да издава „Ежегодник на международния живот“. На защитата на мира са посветени няколко негови книги, по-специално „Справочник по движението за мир“ (1911). Справочникът съдържа исторически обзор на движението, биографии на водещи пацифисти, отчети от мирните конференции, сведения за ръководството на най-важните миротворчески организации.
Преди началото на Първата световна война Фрид се намира във Виена, където пацифистката му дейност и антиправителствените му статии стават повод да бъде обвинен в държавна измяна. Скрива се в Швейцария, където продължава да издава „Страж на мира“ и се изказва за подобряване на положението на военнопленниците. Започва издаването и на друго международно списание – „Международно разбирателство и междудържавна организация“.

## Последни години (1918 – 1921)
Падането на Австро-Унгарската империя в края на Първата световна война лишава Фрид от последните му спестявания. След войната е въвлечен в идеологически разпри за условията на мира. На международното събрание на работниците в Берн участва в изработването на мирните предложения. Като пише серия от статии, които стоварват отговорността за войната върху вождовете на Германия, в същото време Фрид критикува несправедливостта на Версайския договор. В книгата си „Моят военен дневник“ той разказва за дейността си и за преживяванията си през военните години.
Като се връща в столицата на победения народ, той се сблъсква с откровена враждебност, а след това с бедност и забрава.
Умира на 5 май 1921 година във Виена от белодробно заболяване на 56-годишна възраст.

## Семейство
Фрид се жени три пъти. През 1889 г. за Гертруда Гнаденфелд, след това за Марта Холендер и през 1908 г. за Тереза Фоланд.

## Признание
През 1913 г. Лайденският университет му присъжда почетна докторска степен.

## Избрано творчество
- Handbuch der Friedensbewegung (1905)
- Die Grundlagen des revolutionären Pacifismus (1908)
- Das internationale Leben der Gegenwart (1908)
- Handbuch der Friedensbewegung (2 тома 1911 до 1913)
- Kurze Aufklärungen über Wesen und Ziel des Pacifismus (1914)
- Der Weltprotest gegen den Versailler Frieden (1919)